# Ramón de Cardona
Ramón de Cardona, španski general, * 1467, † 1522.